# Wspólnota administracyjna Allershausen
Wspólnota administracyjna Allershausen – wspólnota administracyjna (niem. Verwaltungsgemeinschaft) w Niemczech, w kraju związkowym Bawaria, w rejencji Górna Bawaria, w regionie Monachium, w powiecie Freising. Siedziba wspólnoty znajduje się w miejscowości Allershausen. Powstała 1 maja 1978 w wyniku reformy administracyjnej.
Wspólnota administracyjna zrzesza dwie gminy wiejskie (Gemeinde): 
- Allershausen, 5 148 mieszkańców, 26,56 km²
- Paunzhausen, 1 556 mieszkańców, 12,73 km²